# Parque de Recreación Embalse Cumaripa
El Parque de Recreación Embalse Cumaripa, conocido también como Parque Cumaripa o Cumaripa, es una de las cinco represas del Estado Yaracuy y parque venezolano, y el más importante reservorio de agua del estado venezolano, ubicado en el sitio denominado Faltriquera, y se forma principalmente con el represamiento del Río Yaracuy, al sureste de Chivacoa, Yaracuy, Venezuela. Está situado a 4 km aguas abajo del Puente de Cumaripa, a pocos metros de la carretera que une Chivacoa y Nirgua y en su mayor parte inunda tierras del Municipio Bruzual. Es también conocido como embalse Ing. Francisco C. Amelinck, epónimo que deriva de su principal ingeniero civil.
Tiene una capacidad normal de 63,82 hm³ con un escurrimiento promedio anual de 57,26 hm³, alcanzando una capacidad máxima de 86,75 hm³. Ocupa una superficie de 850,75 hectáreas.
Se inauguró en 1971 y actualmente produce abastecimiento de agua potable a San Felipe y Cocorote, sistema de riego de 1600 hectáreas abarcando los municipios Bruzual, Sucre, Urachiche y San Felipe y control de crecientes, sedimentos y polución.

## Historia
La población que habita en los alrededores del Embalse Cumaripa llegó inicialmente por la industria minera concentrada en la sierra de Aroa. Todavía persiste parte del Castillo de San Felipe en Nirgua, a pocos kilómetros del embalse, donde se guardaba el cobre y oro extraído de las minas. Ya para principios del siglo XX la minería de cobre decaería, siendo inexistente para 1936 y reemplazado al cabo de pocos años por importantes complejos industriales, principalmente en la cuenca del río Yaracuy, incluyendo plantas termoeléctricas y petroquímicas, además de ingenios azucareros, entre otros. El crecimiento de los centros urbanos conllevó a la generación de efluentes y residuos no tratados, así como la expansión de la agricultura, convirtiendo el medio natural en un paisaje agrícola que cubre casi por completo todas las tierras bajas y las planicies de la cuenca del río Yaracuy. 
El proyecto de construcción del embalse de Cumaripa fue elaborado por la Fundación para el Desarrollo de la Región Centro Occidental de Venezuela y la construcción de la obra fue licitada por el Ministerio de Obras Públicas en 1967, bajo la presidencia de Raúl Leoni. Previo a la inauguración de la represa, la información básica para la planificación del área de riego del Sistema de Cumaripa, fue presentada en un curso realizado ente agosto y diciembre de 1968, fundamentado en las técnicas del método Pert y contó con la participación de 14 profesionales venezolanos, 2 de Bolivia, 2 de Ecuador y 4 de Perú. En 1970 se envió un especialista del Instituto Interamericano de Ciencias Agrícolas para una reorientación de las actividades a nivel del área de Yaracuy, a fin de dar prioridad a la preparación de personal para atender el área de riego de Cumaripa. Con el proyecto de Riego de Cumaripa se beneficiaron aproximadamente 10 mil hectáreas ya en ejecución, aumentando en un 7% el área total regada.
Actualmente, además del embalse de Cumaripa, el gobierno venezolano ha creado pequeñas lagunas en los municipios con el fin de permitir a las organizaciones campesinas el riego de sus cultivos en épocas que las condiciones meteorológicas se vuelvan adversas a tal modo de amenazar sus siembras durante el verano.

## La presa
La presa está situada a 500 m s. n. m., 4 km del núcleo urbano de Chivacoa en dirección sureste. Es una presa de gravedad de planta recta construida a base de hormigón, con una toma sumergida de sección rectángula, conducto a presión, túnel, estructura de control, bifurcación para riego y para acueducto. Los mecanismos de regulación están constituidas por cuatro compuertas planas deslizantes (dos de emergencia y dos de regulación) marca Rodney Hunt 1,50 x 1,50m. Se promedia un gasto máximo de 29 m³/s.
La presa de Cumaripa es zonificada de tierra, con una altura máxima de 29,20m, longitud de cresta 187m con un talud vertical con una pendiente aguas arriba de 2,5:1 y 3:1, mientras que aguas abajo de 2,0:1 y 2,5:1. El volumen del terraplén es de 400.000m³.
La presa está dotada de un sistema de aliviadero tipo frontal y libre, con una capacidad de descarga de 500 m³/s.

## El embalse
El embalse Cumaripa es el reservorio de agua más importante del Estado Yaracuy, los ríos más relevantes que abastecen dicho reservorio son el río Yaracuy y el río Sarare, cuyas cuencas se encuentran intervenidas la primera más que la segunda, por la acción del hombre. Otras represas del estado Yaracuy incluyen los embalses de Cabuy (para irrigación), Durute (para irrigación) y Guaremal (control de sedimentos, crecientes y abastecimiento de agua potable). 
El embalse ocupa una superficie de 850,75 ha del valle del río Yaracuy, en el sitio denominado Faltriquera. La superficie de la cuenca hidrográfica que le corresponde es de 435 km². Tiene una capacidad normal de 63,82 hm³, de los cuales 63,7 son útiles y una capacidad máxima de 86,76. La aportación anual media es de 57,26 hm³ y tiene una avenida prevista de 190 m³/s.
Es el Ministerio del Poder Popular para el Ambiente el encargado de la planificación, coordinación, evaluación y ejecución de programas y planes para el mantenimiento y buen funcionamiento de la infraestructura hidráulica del embalse Cumaripa y el mantenimiento del cauce del Bajo Yaracuy.

### Ocupación humana

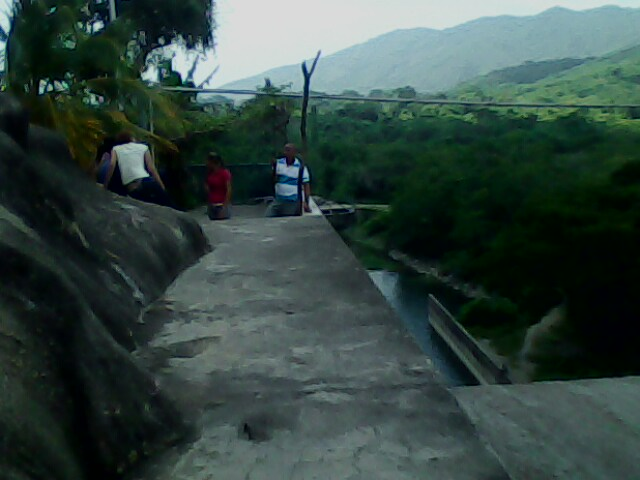
Parte de la cresta visitada por turistas.

El río Yaracuy era navegable para pequeñas embarcaciones que transportaban cargas con cacao y cobre proveniente de las minas en la sierra de Aroa, reconocidas desde 1605, hacia el mar Caribe. También era vía de contrabandos con destino a las Antillas, incluso bajo la persecución de la Compañía Guipuzcoana a partir de 1728. La deforestación de las extensas selvas en las planicies, principalmente en los bosques de tierras bajas, produjeron maderas de excelente calidad, afortunadamente, las tierras elevadas y áreas de inundación solían ser inaccesibles. 
Entre el embalse Cumaripa y el puente El Peñón, el río Yaracuy recibe agua que drena de la sierra de Aroa, al noroeste del valle que forma el río. Luego de salir del embalse de Cumaripa, y hasta antes de llegar al sitio de El Peñón, el río Yaracuy recibe agua de 17 o más ríos y quebradas por su margen derecha y al menos cinco corrientes de la sierra de Aroa que llegan al Yaracuy por su margen izquierda, con rumbo Oeste - Este.
El uso del agua en el modificado entorno agrícola propendía a la creación del embalse de Cumaripa en 1973 en la cuenca media de los ríos Yaracuy y Sarare, de aproximadamente 2280 km². El río Yaracuy presenta una notable intervención en su cuenca media y baja, excepto por las áreas protegidas, principalmente el Parque nacional Yurubí (23670 ha) que cubre parte de las mayores alturas y los flancos de la sierra de Aroa y llegan hasta el piedemonte cuyo estado de conservación es quizá uno de los mejores para las áreas protegidas al norte de Venezuela.

### Sedimento
El sistema de producción agrícola utilizado por los productores de la cuenca hidrográfica del río Yaracuy es el de subsistencia y se encontraba localizado en una superficie de 11.950 ha. Se utilizaba la práctica de la tala y la quema de los bosques para establecer sus conucos o minifundios en pendientes entre 30 y 65%. Los principales rubros cultivados eran: maíz, caraota, ñame, quinchoncho, batata y ocumo, así como 2642 ha de café.
El uso de este sistema de producción degradante aceleró el proceso de erosión originándose movimientos de suelo en masa (derrumbes, deslizamientos), erosión laminar generalizada con la formación de surcos y cárcavas locales, ocasionando serios deterioros de los recursos naturales. Los sedimentos producidos por la erosión generaron el azolvamiento de la represa de Cumaripa que surte de agua a la ciudad de San Felipe capital del estado Yaracuy y a las poblaciones vecinas.
El avance de la sedimentación del embalse refleja que los sedimentos se encuentran tres metros por encima de la obra de toma. La cola del embalse se encuentra totalmente colmatada, observándose un pequeño espejo de agua que no tiene conexión con la parte del vaso ubicada aguas abajo del viaducto de la carretera Nirgua - Chivacoa. Se ha determinado que los sedimentos han ocupado el 49,8 % de la capacidad total del reservorio. La producción específica de sedimentos calculada para la cuenca alta del río Yaracuy es de 3.611 m³/km²/año, siendo 21,7 veces superior a la producción estimada en el diseño del embalse.
La vida útil de un embalse depende, en parte, de la velocidad con que pierde su capacidad de almacenamiento por causa del sedimento que las corrientes depositan en él. El Ministerio venezolano del Ambiente calculó que de seguir esta tendencia actual de sedimentación, el embalse tendrá apenas 30 años de vida útil.

## Climatología
El embalse de Cumaripa está ubicado en condiciones de clima tropical lluvioso de sabana. El período lluvioso para la región se inicia en el mes de abril y se prolonga hasta octubre, con un promedio de precipitación de 1032,6 mm durante el período, siendo el mes de agosto el de mayor precipitación. El resto de los meses del año, noviembre hasta marzo, representan el período lluvioso, con un promedio de 4,5 mm de precipitación, siendo enero el mes más seco.
La temperatura máxima promedio es de 32 °C y la mínima promedio es de 16 °C.

## Flora

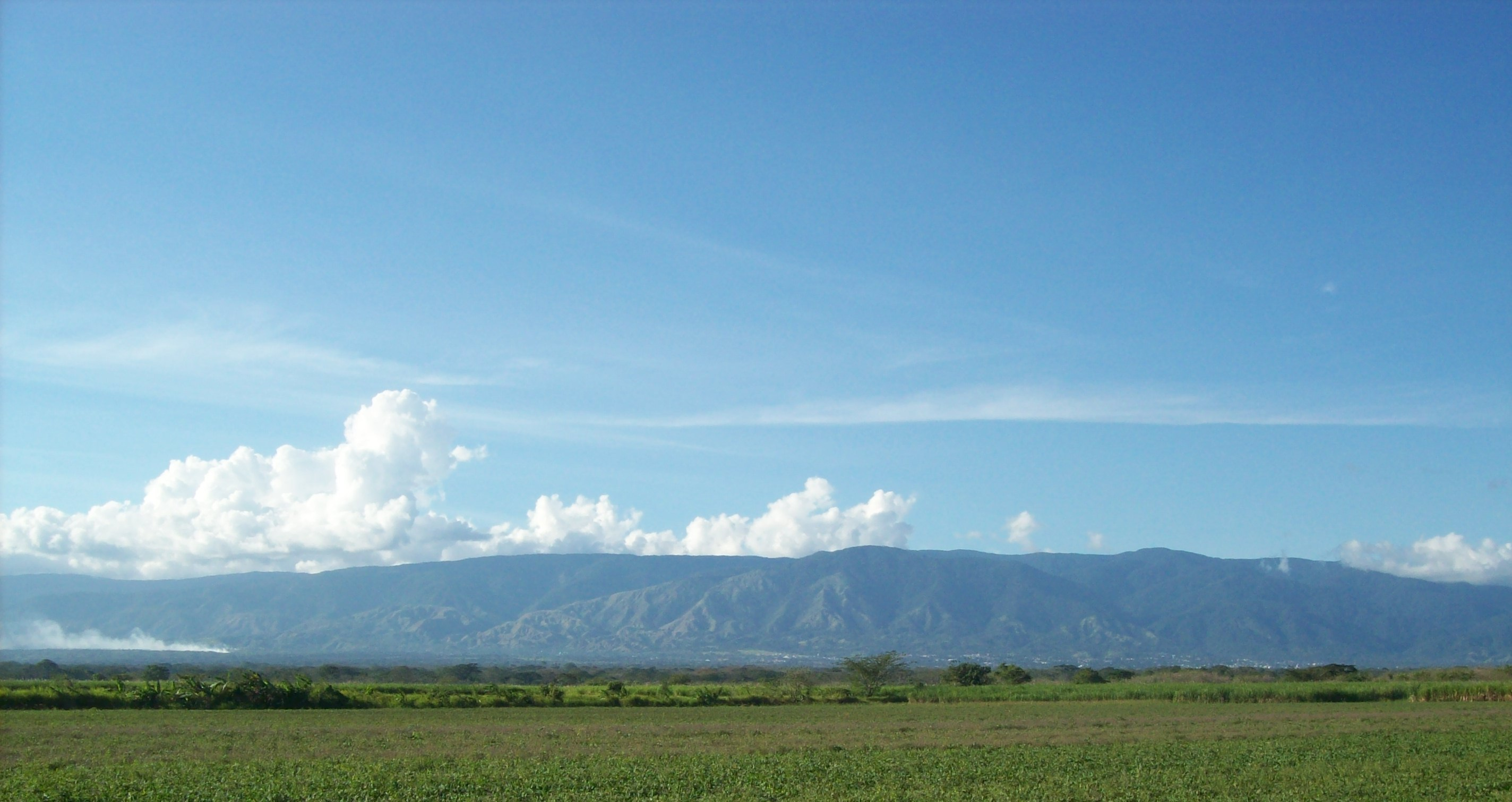
Parte de la sierra de Aroa, desde la población de Durute, al norte del embalse de Cumaripa.

La vegetación en los alrededores del embalse y que forman parte del parque de recreación está conformada por la selva nublada, la cual se ubica a partir de los 1000 metros de altitud. Esta selva es rica en especies, muchas de las cuales son endémicas, desarrollándose la mayoría de ellas a lo largo quebradas.
La superficie alrededor del parque Cumaripa es plana con pequeñas depresiones. La pendiente local es de alrededor del 2%. El uso actual es con maíz y antes en barbecho. El suelo se considera bien drenado.
La ciudad de Chivacoa, a 10 kilómetros este del embalse se nota inmersa en un ambiente donde el agua parece un recurso todavía abundante y útil, para dar soporte a los sistemas agrícolas y a la vida urbana en las ciudades. En general, es posible observar la interacción entre los sistemas naturales y humanos en Yaracuy; en la cual destaca, en algunos casos, el uso inapropiado de la tierra en las laderas del embalse de Cumaripa, las que se ven intensamente impactadas por el hombre, desnudas y casi desprovistas de bosque.

## Fauna
La fauna en el área que rodea al embalse de Cumaripa es variada, existiendo diversas clases de aves como los gavilanes, las lechuzas, los turpiales, gonzalitos, cristofués, guacharacas, entre otras; reptiles y en particular las serpientes, como la «tragavenao» y la cascabel; y los mamíferos como el venado matacán y el cunaguaro.
La cacería no se realiza sólo con propósitos de alimentación, sino también de recreación y de comercio ilegal de especies salvajes. Es una actividad común en la zona, donde la falta de vigilancia y la complicidad por parte de los organismos de seguridad dificulta la ejecución de sanciones, haciendo que la práctica ilícita persista. No se dispone de datos estadísticos respecto a la intensidad de la cacería ni de qué especies están siendo cazadas.

## Aprovechamiento

### Agrícola
Las aguas sectorizadas en el embalse de Cumaripa pueden ser acondicionadas por medio de tratamientos convencionales de coagulación, floculación, sedimentación, filtración y cloración, para ser destinadas al suministro de agua potable. Las aguas destinadas a usos agropecuarios se envían para el riego de cualquier otro tipo de cultivo y para uso pecuario, las cuales se han convertido en uno de los pilares de la economía en los municipios que rodean el embalse. La ganadería se centra en el sector vacuno con una población que se estima en más de 20 mil cabezas. La zona de riego tiene un área total de 1 5.000 hectáreas.

### Deportivo turístico
Sus aguas también son destinadas para el contacto humano parcial a balnearios, deportes acuáticos, pesca deportiva, comercial y de subsistencia. El parque de recreación Embalse de Cumaripa cuenta con instalaciones adecuadas para los deportes de vela, motos acuáticas y canotaje y posee también 9 cabañas con parrilleras para el descanso y disfrute del parque. El parque lo rodea una pequeña caminería de cemento donde se suele trotar, manejar bicicleta o andar en patines. A partir de las 5pm la vigilancia del parque cierra los portones para seguridad de los temporadistas. El «windsurf» suele practicarse durante el mes de enero. En el pasado, el embalse de Cumaripa era sede de una escuela de velerismo. El parque cuenta también con una cancha de voleibol de playa, bancos de metal, parque infantil, canchas de bolas criollas, un cafetín y sanitarios.

### Pesca

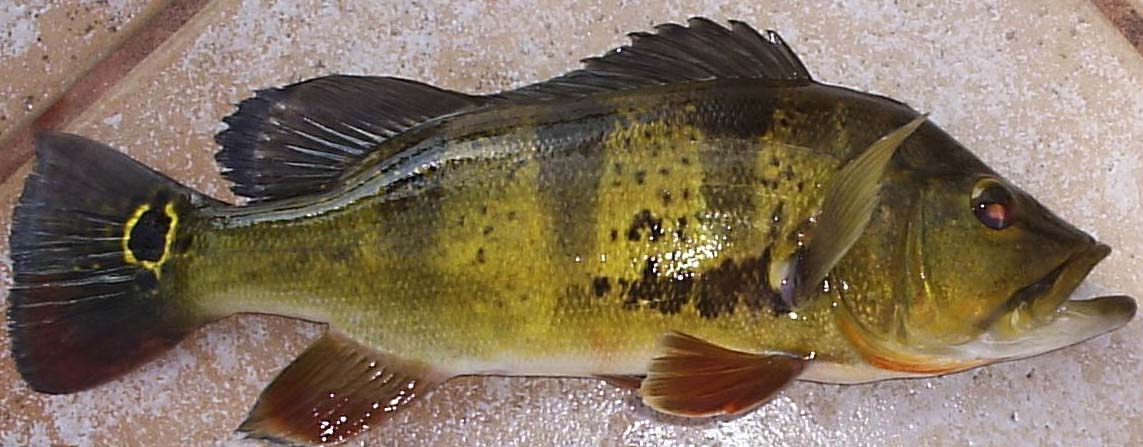
La pesca deportiva del embalse de Cumaripa está basada fundamentalmente en el pavón (Cichla ocellaris).

Dentro de la laguna se puede practicar la pesca deportiva, basada principalmente en el pavón—que suelen capturarse con señuelos blancos, blanco/azul y blanco/rojo de superficie y ocasionalmente la brisa obliga a pescar pavones con señuelos de media agua—, guabinas y pez de San Pedro. Se ha reportado la pesca de cachamas, así como la presencia de Characidae, Roeboides, Crenicichla, Astyanax, Petenia kraussii, Hypostomus plecostomus, Andinoacara pulcher, Geophagus surinamensis y Poecilia sphenops. Tanto los deportes náuticos y la pesca requieren permiso del Instituto Nacional de Parques (Inparques).
Se puede ir pescando de varias formas en Cumaripa, la que más suele tener éxito es el «trolling», lentamente por la orilla del embalse. Se puede pescar lanzando señuelos de media agua, «poppers» o «propellers» en las orillas desde el bote y recogiéndolos sin detener el movimiento del bote para que el pez no pierda interés. Una variante es lanzar señuelos en sitios donde la profundidad del lago no es más de medio metro por la presencia de algas, e inclusive entre arbustos y mogotes que hay en la represa al estilo «casting».
La laguna es conocida por su suave brisa que bruscamente suele pegar con fuerza en horas del mediodía, haciendo que la maniobrabilidad de botes pequeños a remo sea muy difícil y peligroso lejos de la orilla y sin propulsión mecánica.

### Reparaciones
El abandono y el descuido son una de las principales amenazas que atentan en contra del parque y sus campamentos. A comienzos de 2008, Inparques aprobó un plan que contempla la construcción de infraestructuras, incluyendo seis piezómetros y dos portones en la entrada principal del parque, así como de saneamiento de los espacios de las áreas naturales en Cumaripa que incluye la adecuación y acondicionamiento, de baños, poda sanitaria de la vegetación, saneamiento de áreas verdes y servicios básicos. El área del balneario fue reacondicionado y se instaló un campo de fútbol a un costado del parque recreativo.

## Control de flujo

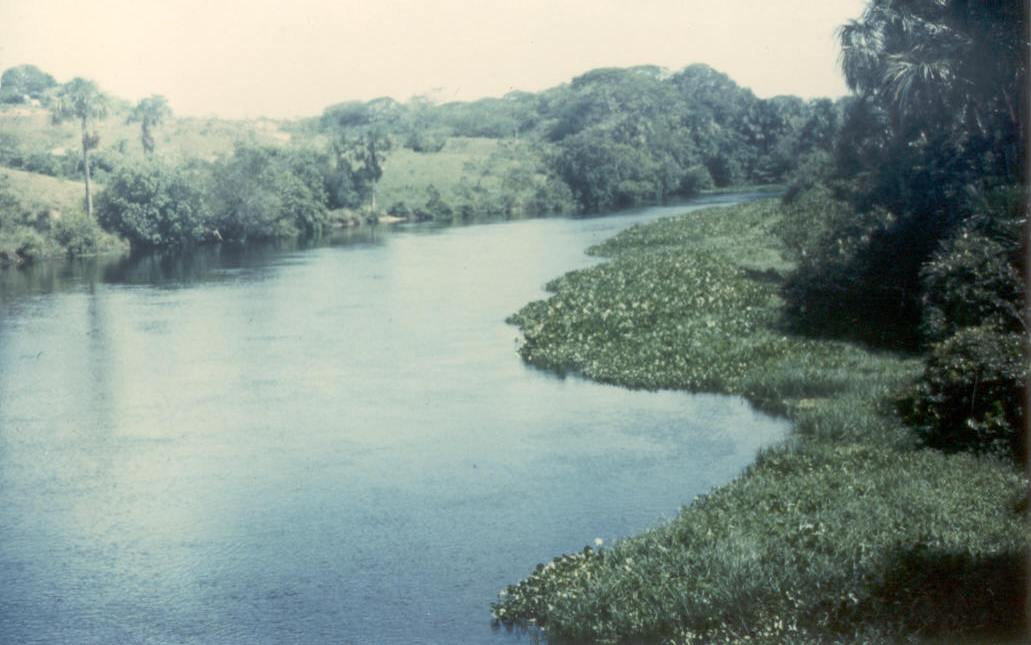
Río Yaracuy, foto tomada desde el Puente Peñón, lugar donde se mide el gasto ecológico de Cumaripa.

La Política de Venezuela establece que durante los meses de sequía el Ministerio del Ambiente y de los Recursos Naturales Renovables es quien toma las medidas necesarias para extraer (salvo fuerza mayor) del embalse Cumaripa el gasto ecológico necesario para aumentar el caudal del Medio y Bajo del río Yaracuy a 4,0 m3/s, medidos a nivel de Puente Peñón.
Por su parte, el caudal de diseño de control del Alto Yaracuy de 1,0 m3/s medido en el sitio denominado «Paso San Rafael» (Progresiva 118,2), antes del comienzo del remanso del embalse Cumaripa para la cota 202,3 metros sobre el nivel del mar.
El caudal de diseño de control del Medio y Bajo Yaracuy 4,0 m3/s en la Estación de Puente Peñón (Progresiva 58,24), resultante de sumar el gasto de la sequía a esperarse cada 10 años en Puente Peñón, el cual según el análisis de frecuencia y severidad de sequías realizado da 1,5 m3/s, con 2,5 m3/s provenientes del embalse Cumaripa, como gasto ecológico.

## Ubicación
El embalse de Cumaripa está ubicado en la carretera la Chivacoa-Nirgua, la cual se desprende hacia el este desde la autopista Centro Occidental y en dirección oeste desde la encrucijada de Carabobo por la autopista Regional del Centro. La vía es asfaltada, tiene buena señalización y demarcación y recientemente recibió renovación del alumbrado en el puente sobre la represa de Cumaripa.